# Вильерс, Джордж Чайлд, 5-й граф Джерси
Джордж Чайлд Вильерс, 5-й граф Джерси (англ. George Child Villiers, 5th Earl of Jersey; 19 августа 1773 — 3 октября 1859) — британский дворянин, придворный и политик-консерватор из семьи Вильерсов. Он носил титул учтивости — виконт Вильерс с 1773 по 1805 год.
Он добавил имя Чайлда к своему имени по королевской лицензии в 1819 году.
Титулы: 5-й граф Джерси (с 22 августа 1805 года), 8-й виконт Грандисон из Лимерика, графство Литрим (с 22 августа 1805), 5-й виконт Вильерс из Дартфорда, графство Кент (с 22 августа 1805), 5-й барон Вильерс из Ху, графство Кент (с 22 августа 1805 года).

## Происхождение и образование
Родился 19 августа 1772 года. Названный виконтом Вильерсом с рождения, старший сын Джорджа Вильерса, 4-го графа Джерси (1735—1805), от его жены Фрэнсис Твисден (1753—1821), дочери преосвященного Филиппа Твисдена, епископа Рафо. Он учился в школе Харроу и получил степень магистра искусств в колледже Святого Иоанна в Кембридже. Он был камер-юнкером принца Уэльского в 1795 году.

## Политическая карьера
Лорд Джерси унаследовал графство после смерти своего отца в 1805 году и занял свое место в Палате лордов. Он служил лордом-камергером при герцоге Веллингтоне в период с июля по ноябрь 1830 года и был приведен к присяге в Тайном совете в июле 1830 года. Он был лордом-камергером во второй раз при сэре Роберте Пиле с 1834 по 1835 год. Он снова занимал должность шталмейстера при Роберте Пиле с 1841 по 1846 год и снова недолгое время при премьер-министре лорде Дерби в 1852 году. Оксфордский университет удостоил его почетной степени доктора гражданского права.

## Семья

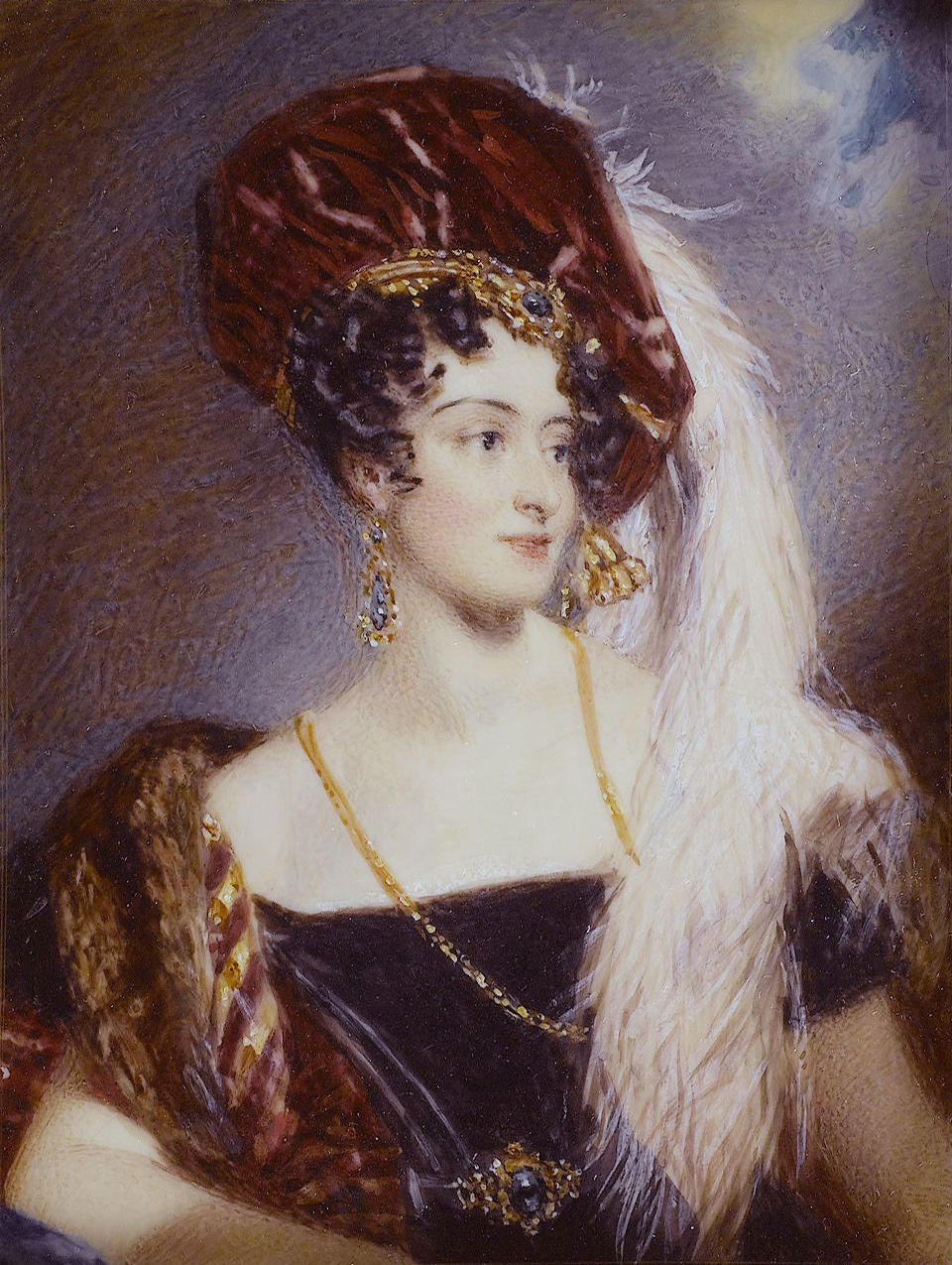
Сара София Чайлд Вильерс, графиня Джерси (1785—1867)

23 мая 1804 года лорд Джерси женился на леди Саре Софии Фейн (4 марта 1785 — 26 января 1867), дочери Джона Фейна, 10-го графа Уэстморленда (1759—1841). Она была старшей внучкой и наследницей Роберта Чайлда (1739—1782), основного акционера банковской фирмы Child & Co. Лорд Джерси добавил фамилию Чайлд к фамилии Вильерс по королевской лицензии в 1819 году.
Леди Джерси была одной из величайших хозяйк в английском обществе, лидером общества в эпоху Регентства и правления Георга IV, а также покровительницей ресторана Almack’s. Лорд Джерси был страстным охотником на лис, заводчиком и дрессировщиком лошадей, владея двумя победителями Эпсомского дерби, Мамелюком (1827 г.) и Бэй Миддлтон (1836 г.), а также другими известными чистокровными лошадьми, такими как Гленко . Многочисленные любовные связи жены его не беспокоили: на вопрос, почему он никогда не дрался на дуэли, чтобы защитить её честь, он ответил, что едва ли может драться с каждым мужчиной в Лондоне. У лорда и леди Джерси было семеро детей:
- Джордж Чайлд Вильерс, 6-й граф Джерси (4 апреля 1808 — 24 октября 1859), в 1841 году женился на Джулии Пил, дочери премьер-министра сэра Роберта Пиля.
- Достопочтенный Огастес Джон Вильерс (10 июля 1810 — 24 мая 1847), в 1831 году женился на Джорджиане Эльфинстон (ум. 1892), дочери Джорджа Кейта Эльфинстона, 1-го виконта Кейта, и Эстер Марии («Куини») Трал.
- Достопочтенный Фредерик Уильям Чайлд Вильерс (20 июля 1815 — 23 мая 1871), в 1842 году женился на Элизабет Марии ван Рид (18 декабря 1821 — 7 января 1897), дочери 7-го графа Атлона. Член парламента Уэймута с 1847 по 1852 год.
- Достопочтенный Фрэнсис Джон Роберт Чайлд Вильерс (11 октября 1819 — 8 мая 1862). Член парламента Рочестера с 1852 по 1855 год.
- Леди Сара Фредерика Кэролайн Чайлд Вильерс (12 августа 1822 — 17 ноября 1853), в 1842 году вышла замуж за Николаса Пола (Миклоша Пала), 9-го принца Эстерхази (1817—1894).
- Леди Клементина Августа Веллингтон Чайлд Вильерс (1824—1858)
- Леди Адела Коризанда Мария Чайлд Вильерс (1828 — 4 сентября 1860), в 1845 году вышла замуж за подполковника Чарльза Парка Иббетсона (1820—1898), от которого у неё была дочь Адела Сара Иббетсон.

Лорд Джерси умер 3 октября 1859 года в возрасте 86 лет, и ему наследовал его старший сын Джордж. Графиня Джерси умерла в январе 1867 года в возрасте 81 года.